# 全日本煎茶道連盟
一般社団法人全日本煎茶道連盟（にほんせんちゃどうれんめい）は、煎茶道の普及発展を目的として結成された社団法人。但し、日本の煎茶道全流派が加盟しているわけではない。

## 概要
- 本部所在地：京都府宇治市黄檗山萬福寺内
- 参加流派数：39流（2008年（平成20年）現在）

## 歴史

### 結成までの前史
煎茶道は幕末-明治時代初頭にかけて茶道を圧倒する勢いを見せたが、その後は急速に人気が無くなっていった（この経緯については「煎茶道」の項目参照）。
この状況に危機感を持った煎茶愛好者や煎茶道宗家達は、大正末年に煎茶振興のため「高遊会」という組織を結成する（名前は煎茶道愛好家の間で羨望の的だった高遊外に由来）。1928年（昭和3年）秋、萬福寺の境内に売茶翁顕彰のため「売茶堂」と煎茶道茶席「有声軒」が建立される。以後、萬福寺を中心として高遊会の茶会・会合が行われ、煎茶道復興が計られた。しかし太平洋戦争勃発により会合は中止、高遊会は自然消滅した。
1954年（昭和29年）、萬福寺大法会において煎茶道諸流協賛茶会が開催されたことをきっかけに、再び煎茶道を統合する組織が必要であるという気運が高まり、1956年（昭和31年）1月、全国の有力流派が集まり連盟が結成されたのである。

### 初期の活動
1962年（昭和37年）秋、売茶翁二百年忌を記念し萬福寺を会場として百席茶会を開催。また、結成直後から毎年研究会や全国大会を欠かさず開き、煎茶道の普及に尽力する。この頃は、日本にある煎茶道の全流派が参加していたとされる。

### 社団法人化後
1966年（昭和41年）、それまでの実績が認められて任意組織だった連盟は社団法人として設立されることになった。しかし、この時の方針を巡って諸流派の間で対立が勃発、有力な流派であった小川流、花月菴流などが脱退してしまう。
1967年（昭和42年）煎茶道文化黄檗遺墨展開催、1970年（昭和45年）日本万国博覧会に参加、1973年（昭和48年） - 1977年（昭和52年）、5年連続ハワイ茶会開催。
1975年（昭和50年）に売茶翁生誕三百年祭を開催、この時、連盟は未加盟の諸流派にも参加するよう呼びかけたが、参加した未加盟流派は2,3に留まり、しかも、それらの流派はその後連盟に加盟しなかった。
1985年（昭和60年）、連盟30周年を記念し、萬福寺内に現在事務局がある煎茶道会館を建設。
1986年（昭和61年）には日本煎茶工芸協会の設立に協力し、煎茶道で使う道具を作る工芸家達の援助にも務めている。